# Berliner Landespokal 1992/93
Der Paul-Rusch-Pokal 1992/93 war die 67. Austragung des Berliner Landespokals der Männer im Amateurfußball, der vom Berliner Fußball-Verband durchgeführt wurde. Tennis Borussia Berlin sicherte sich nach 1985 zum neunten Mal den Landespokal, in dem man Türkiyemspor Berlin im Finale mit 2:0 besiegte. Damit qualifizierten sich Tennis Borussia für den DFB-Pokal 1993/94, wo sie bis ins Halbfinale vordrangen.

## Kalender
Die Spiele des diesjährigen Berliner Landespokal wurden an folgenden Terminen ausgetragen:
| Runde         | Datum                           | Spiele | Vereine   |
| ------------- | ------------------------------- | ------ | --------- |
| 1. Hauptrunde | 1. – 12. August 1992            | 103    | 207 → 104 |
| 2. Hauptrunde | 12. – 27. August 19920          | 40     | 104 → 640 |
| 3. Hauptrunde | 1. – 9. September 1992          | 32     | 64 → 32   |
| 4. Hauptrunde | 12. November – 9. Dezember 1992 | 16     | 32 → 16   |
| Achtelfinale  | 12. – 20. Dezember 1992         | 8      | 16 → 80   |
| Viertelfinale | 24. Januar – 3. Februar 1993    | 4      | 8 → 4     |
| Halbfinale    | 9. April 1993                   | 2      | 4 → 2     |
| Finale        | 6. Mai 1993                     | 1      | 2 → 1     |

## Teilnehmende Mannschaften
Am Berliner Landespokal 1992/93 nahmen alle 206 Berliner Mannschaften von der Oberliga Nordost bis zur Kreisliga C teil. Des Weiteren nahm an der 1. Hauptrunde noch Eintracht Friedrichshain (ehemals Kreisliga B) teil, die während dieser Zeit mit Berolina Stralau fusionierten.
Die Mannschaften gliederten sich für den Berliner Landespokal wie folgt nach Ligaebene auf (In Klammern ist die Ligaebene angegeben, in der der Verein spielt):
| Oberliga Nordost Berliner Vertreter der Saison 1992/93 | Verbandsliga 16 Vertreter der Saison 1992/93 | Landesliga 1. Abteilung 16 Vertreter der Saison 1992/93 | Landesliga 2. Abteilung 16 Vertreter der Saison 1992/93 |
| Staffel Nord - FC Berlin (OL) - PFV Bergmann-Borsig (OL) - Tennis Borussia Berlin (OL) - Spandauer SV (OL) - Reinickendorfer Füchse (OL) - Spandauer BC 06 (OL) Staffel Mitte - 1. FC Union Berlin (OL) - Hertha BSC Amateure (OL) - Türkiyemspor Berlin (OL) - VfB Lichterfelde (OL) - Hertha 03 Zehlendorf (OL) - Berlin Türkspor (OL) - NSC Marathon 02 (OL) - SC Charlottenburg (OL) - 1. FC Lübars (OL) | - Wacker 04 Berlin (VL) - BFC Preussen (VL) - SC Gatow (VL) - FV Wannsee (VL) - BSV Spindlersfeld (VL) - SV Lichtenberg 47 (VL) - Schwarz-Weiß Spandau (VL) - 1. FC Wilmersdorf (VL) - Spandauer SC Teutonia 99 (VL) - SC Staaken (VL) - Tasmania Berlin (VL) - Köpenicker SC (VL) - SG Eumako Weißensee (VL) - Frohnauer SC (VL) - 1. FC Wacker Lankwitz (VL) - Rapide Wedding (VL) | - SC Siemensstadt (LL) - TSV Eiche Köpenick (LL) - SC Union 06 Berlin (LL) - Blau-Weiß Hohen Neuendorf (LL) - SV Blau-Gelb Berlin (LL) - SC Tegel (LL) - Lichtenrader BC 25 (LL) - BFC Alemannia 90 (LL) - FC Stern Marienfelde (LL) - Concordia Wittenau (LL) - Charlottenburger SV Olympia 1897 (LL) - SC Westend 1901 (LL) - MSV Normannia 08 (LL) - VfB Einheit zu Pankow (LL) - BFC Germania 1888 (LL) - CFC Hertha 06 (LL) | - Weddinger FC (LL) - Mariendorfer SV 06 (LL) - 1. FC Neukölln (LL) - TSV Rudow (LL) - BSC Rehberge 1945 (LL) - Fortuna Biesdorf (LL) - Grünauer BC (LL) - SV Empor Berlin (LL) - SC Heiligensee (LL) - SV Nord-Nordstern (LL) - Traber FC Mariendorf (LL) - BFC Viktoria 1889 (LL) - Neuköllner Sportfreunde (LL) - FSV Spandauer Kickers (LL) - FC Brandenburg 03 (LL) - Adlershofer BC (LL) |
| Kreisliga A Saison 1992/93 | | | |
| 64 Vertreter der vier Abteilungen (KLA) | | | |
| Kreisliga B Saison 1992/93 | Kreisliga B Saison 1992/93 | Kreisliga C Saison 1992/93 | Kreisliga C Saison 1992/93 |
| 64 Vertreter der vier Abteilungen (KLB) | 64 Vertreter der vier Abteilungen (KLB) | 15 Vertreter (KLC) | 15 Vertreter (KLC) |
| Ligaebene in Klammern: • OL = Oberliga • VL = Verbandsliga • LL = Landesliga • KLA = Kreisliga A • KLB = Kreisliga B • KLC = Kreisliga C | | | |

## Spielmodus
Der Berliner Landespokal 1992/93 wurde im K.-o.-System ausgetragen. Es wurde zunächst versucht, in 90 Minuten einen Gewinner auszuspielen. Stand es danach unentschieden, kam es wie in anderen Pokalwettbewerben zu einer Verlängerung von 2 × 15 Minuten. War danach immer noch keine Entscheidung gefallen, wurde der Sieger im Elfmeterschießen nach dem bekannten Muster ermittelt.

## Turnierbaum
|  | Achtelfinale | Achtelfinale           | Achtelfinale           |                        |                        | Viertelfinale | Viertelfinale | Viertelfinale |  |  | Halbfinale | Halbfinale | Halbfinale |  |  | Finale | Finale | Finale |
|  |              |                        |                        |                        |                        |               |               |               |  |  |            |            |            |  |  |        |        |        |
|  | VL           | Frohnauer SC           | 1                      |                        |                        |               |               |               |  |  |            |            |            |  |  |        |        |        |
|  | KLA          | SD Croatia Berlin      | 2                      |                        |                        |               |               |               |  |  |            |            |            |  |  |        |        |        |
|  | KLA          | SD Croatia Berlin      | 2                      | KLA                    | SD Croatia Berlin      | 0             |               |               |  |  |            |            |            |  |  |        |        |        |
|  |              |                        |                        | KLA                    | SD Croatia Berlin      | 0             |               |               |  |  |            |            |            |  |  |        |        |        |
|  |              |                        | OL                     | VfB Lichterfelde       | 4                      |               |               |               |  |  |            |            |            |  |  |        |        |        |
|  | LL           | Traber FC Mariendorf   | OL                     | VfB Lichterfelde       | 4                      | 1             |               |               |  |  |            |            |            |  |  |        |        |        |
|  | LL           | Traber FC Mariendorf   |                        |                        |                        | 1             |               |               |  |  |            |            |            |  |  |        |        |        |
|  | OL           | VfB Lichterfelde a     | 1                      |                        |                        |               |               |               |  |  |            |            |            |  |  |        |        |        |
|  | OL           | VfB Lichterfelde a     | 1                      | OL                     | VfB Lichterfelde       | 0             |               |               |  |  |            |            |            |  |  |        |        |        |
|  |              |                        |                        | OL                     | VfB Lichterfelde       | 0             |               |               |  |  |            |            |            |  |  |        |        |        |
|  |              | OL                     | Tennis Borussia Berlin | 2                      |                        |               |               |               |  |  |            |            |            |  |  |        |        |        |
|  | LL           | OL                     | Tennis Borussia Berlin | 2                      | CSV Olympia 1897       | 0             |               |               |  |  |            |            |            |  |  |        |        |        |
|  | LL           |                        |                        |                        | CSV Olympia 1897       | 0             |               |               |  |  |            |            |            |  |  |        |        |        |
|  | OL           | Berlin Türkspor        | 2                      |                        |                        |               |               |               |  |  |            |            |            |  |  |        |        |        |
|  | OL           | Berlin Türkspor        | 2                      | OL                     | Berlin Türkspor        | 0             |               |               |  |  |            |            |            |  |  |        |        |        |
|  |              |                        |                        | OL                     | Berlin Türkspor        | 0             |               |               |  |  |            |            |            |  |  |        |        |        |
|  |              |                        | OL                     | Tennis Borussia Berlin | 4                      |               |               |               |  |  |            |            |            |  |  |        |        |        |
|  | OL           | Tennis Borussia Berlin | OL                     | Tennis Borussia Berlin | 4                      | 2             |               |               |  |  |            |            |            |  |  |        |        |        |
|  | OL           | Tennis Borussia Berlin |                        |                        |                        |               |               |               |  |  |            |            |            |  |  |        |        |        |
|  | OL           | Reinickendorfer Füchse | 1                      |                        |                        |               |               |               |  |  |            |            |            |  |  |        |        |        |
|  | OL           | Reinickendorfer Füchse | 1                      | OL                     | Tennis Borussia Berlin | 2             |               |               |  |  |            |            |            |  |  |        |        |        |
|  |              |                        |                        |                        |                        |               |               |               |  |  |            |            |            |  |  |        |        |        |
|  |              | OL                     | Türkiyemspor Berlin    | 0                      |                        |               |               |               |  |  |            |            |            |  |  |        |        |        |
|  | VL           | OL                     | Türkiyemspor Berlin    | 0                      | 1. FC Wilmersdorf      | 3             |               |               |  |  |            |            |            |  |  |        |        |        |
|  | VL           |                        |                        |                        | 1. FC Wilmersdorf      | 3             |               |               |  |  |            |            |            |  |  |        |        |        |
|  | OL           | FC Berlin              | 0                      |                        |                        |               |               |               |  |  |            |            |            |  |  |        |        |        |
|  | OL           | FC Berlin              | 0                      | VL                     | 1. FC Wilmersdorf      | 0             |               |               |  |  |            |            |            |  |  |        |        |        |
|  |              |                        |                        | VL                     | 1. FC Wilmersdorf      | 0             |               |               |  |  |            |            |            |  |  |        |        |        |
|  |              |                        | LL                     | Mariendorfer SV 06 b   | 0                      |               |               |               |  |  |            |            |            |  |  |        |        |        |
|  | LL           | Mariendorfer SV 06     | LL                     | Mariendorfer SV 06 b   | 0                      | 5             |               |               |  |  |            |            |            |  |  |        |        |        |
|  | LL           | Mariendorfer SV 06     |                        |                        |                        | 5             |               |               |  |  |            |            |            |  |  |        |        |        |
|  | OL           | Spandauer SV           | 0                      |                        |                        |               |               |               |  |  |            |            |            |  |  |        |        |        |
|  | OL           | Spandauer SV           | 0                      | LL                     | Mariendorfer SV 06     | 0             |               |               |  |  |            |            |            |  |  |        |        |        |
|  |              |                        |                        | LL                     | Mariendorfer SV 06     | 0             |               |               |  |  |            |            |            |  |  |        |        |        |
|  |              | OL                     | Türkiyemspor Berlin    | 1                      |                        |               |               |               |  |  |            |            |            |  |  |        |        |        |
|  | LL           | OL                     | Türkiyemspor Berlin    | 1                      | Weddinger FC           | 0             |               |               |  |  |            |            |            |  |  |        |        |        |
|  | LL           |                        |                        |                        |                        |               |               |               |  |  |            |            |            |  |  |        |        |        |
|  | OL           | Türkiyemspor Berlin    | 3                      |                        |                        |               |               |               |  |  |            |            |            |  |  |        |        |        |
|  | OL           | Türkiyemspor Berlin    | 3                      | OL                     | Türkiyemspor Berlin    | 1             |               |               |  |  |            |            |            |  |  |        |        |        |
|  |              |                        |                        | OL                     | Türkiyemspor Berlin    | 1             |               |               |  |  |            |            |            |  |  |        |        |        |
|  |              |                        | OL                     | 1. FC Union Berlin     | 0                      |               |               |               |  |  |            |            |            |  |  |        |        |        |
|  | OL           | 1. FC Union Berlin     | OL                     | 1. FC Union Berlin     | 0                      | 8             |               |               |  |  |            |            |            |  |  |        |        |        |
|  | OL           | 1. FC Union Berlin     |                        |                        |                        |               |               |               |  |  |            |            |            |  |  |        |        |        |
|  | VL           | SC Staaken             | 0                      |                        |                        |               |               |               |  |  |            |            |            |  |  |        |        |        |

## Ergebnisse

### 1. Hauptrunde
An der 1. Hauptrunde nahmen alle 207 Mannschaften teil, wobei der BSC Agrispor ein Freilos hatte.
| Datum                 |                                  | Ergebnis              |                                        |
| --------------------- | -------------------------------- | --------------------- | -------------------------------------- |
| Sa 01.08., 15:00 Uhr  | BSC Marzahn (KLA)                | 1:5                   | TSV Eiche Köpenick (LL)                |
| So 02.08., 10:40 Uhr  | FC Brandenburg 03 (LL)           | 06:0 1                | SFC Friedrichshain (KLB)               |
| So 02.08., 11:00 Uhr  | SC Heiligensee (LL)              | 4:2 n. V.             | MSV Normannia 08 (LL)                  |
| So 02.08., 11:00 Uhr  | FCK Frohnau (KLC)                | 4:1                   | Gosener SV (KLB)                       |
| So 02.08., 11:10 Uhr  | SC Azur 1951 (KLB)               | 3:5                   | SV Corso 1899 / Vineta (KLA)           |
| So 02.08., 11:30 Uhr  | NFC Rot-Weiß Berlin (KLA)        | 3:4 n. V.             | SV Yeşilyurt Berlin (KLA)              |
| So 02.08., 15:00 Uhr  | BSV Heinersdorf (KLA)            | 3:4                   | Weddinger FC (LL)                      |
| So 02.08., 15:00 Uhr  | Traber FC Mariendorf (LL)        | 14:10                 | SG Nordring 1949 (KLB)                 |
| So 02.08., 15:00 Uhr  | Blau-Weiß Hohenschönhausen (KLB) | 1:0                   | SV Berliner Brauereien (KLA)           |
| So 02.08., 15:00 Uhr  | VfB Britz (KLA)                  | 5:1                   | SV Süden 09 (KLB)                      |
| So 02.08., 15:00 Uhr  | VSG Altglienicke (KLA)           | 1:5 n. V.             | Friedenauer TSC (KLA)                  |
| So 02.08., 15:00 Uhr  | Fortuna Biesdorf (LL)            | 10:00                 | Rudower SV (KLB)                       |
| So 02.08., 15:00 Uhr  | Kickers Hirschgarten (KLB)       | 0:6                   | FC Jugoslawia (KLA)                    |
| So 02.08., 15:00 Uhr  | 1. FC Schöneberg (KLA)           | 0:4                   | Post SV Berlin 1974 (KLA)              |
| So 02.08., 15:00 Uhr  | BSC Kickers 1900 (KLA)           | 06:0 2                | Grün Weiss Baumschulenweg (KLB)        |
| So 02.08., 15:00 Uhr  | SV Nord-Nordstern (LL)           | 4:2                   | FSV Grün-Rot 1981 (KLB)                |
| So 02.08., 15:00 Uhr  | SC Tegel (LL)                    | 8:0                   | SG Niederlehme (KLA)                   |
| So 02.08., 15:00 Uhr  | SV Schmöckwitz-Eichwalde (KLA)   | 1:3                   | SV Dresdenia 1924 (KLB)                |
| So 02.08., 15:00 Uhr  | SC Ruhleben (KLA)                | 1:2                   | Grünauer BC (LL)                       |
| So 02.08., 15:00 Uhr  | SC Union Südost (KLB)            | 0:4                   | SC Gatow (VL)                          |
| So 02.08., 15:00 Uhr  | SG Rupenhorn (KLB)               | 1:6                   | BFC Meteor 06 (KLB)                    |
| So 02.08., 15:00 Uhr  | FV Wannsee (VL)                  | 06:0 3                | Treptower SV 1949 (KLA)                |
| So 02.08., 15:00 Uhr  | SC Lankwitz (KLB)                | 5:3                   | SG Blau-Weiß Buch (KLB)                |
| So 02.08., 15:00 Uhr  | Hilalspor Berlin (KLB)           | 1:3 n. V.             | RFC Liberta (KLA)                      |
| So 02.08., 15:00 Uhr  | Köpenicker SC (VL)               | 7:1                   | TSV Oranke (KLB)                       |
| So 02.08., 15:00 Uhr  | Kabelwerk Köpenick (KLB)         | 0:3                   | SV Turbine Berlin (KLB)                |
| So 02.08., 15:00 Uhr  | Steglitz GB (KLB)                | 5:1                   | PSV Concordia Gropiusstadt (KLC)       |
| So 02.08., 15:00 Uhr  | SV Blau-Gelb Berlin (LL)         | 0:4                   | SC Staaken (VL)                        |
| So 02.08., 15:00 Uhr  | FV Blau-Weiß Spandau (KLA)       | 2:0                   | SG Rotation Prenzlauer Berg (KLC)      |
| So 02.08., 15:00 Uhr  | BFC Alemannia 90 (LL)            | 0:3                   | Lichtenrader BC 25 (LL)                |
| So 02.08., 15:00 Uhr  | FC Göztepe 1978 (KLA)            | 1:5                   | Minerva 93 Berlin (KLA)                |
| So 02.08., 15:00 Uhr  | TSV Marzahn (KLC)                | 0:2                   | SV Bau-Union Berlin (KLB)              |
| So 02.08., 15:00 Uhr  | SSV Köpenick (KLA)               | 2:0                   | Eintracht Friedrichshain (KLB)         |
| So 02.08., 15:00 Uhr  | VfB Neukölln (KLA)               | 8:0                   | SV Motor Baumschulenweg (KLB)          |
| So 02.08., 15:00 Uhr  | Sportfreunde Kladow (KLA)        | 2:4                   | CFC Hertha 06 (LL)                     |
| So 02.08., 15:00 Uhr  | SV Lichtenberg 47 (VL)           | 2:8                   | Rapide Wedding (VL)                    |
| So 02.08., 15:00 Uhr  | VSG Rahnsdorf (KLB)              | 1:2                   | VfB Hermsdorf (KLB)                    |
| So 02.08., 15:00 Uhr  | Eintracht Mahlsdorf (KLA)        | 3:2                   | FC Internationale Berlin (KLA)         |
| So 02.08., 15:00 Uhr  | SV Treptow 46 (KLB)              | 3:3 n. V. (3:4 i. E.) | DJK Westen 23 (KLC)                    |
| So 02.08., 15:00 Uhr  | NSC Cimbria 1900 (KLA)           | 2:1                   | SC Borsigwalde 1910 (KLA)              |
| So 02.08., 15:00 Uhr  | Wartenberger SV (KLA)            | 5:3                   | Berliner TSV 1850 (KLB)                |
| So 02.08., 15:00 Uhr  | SD Croatia Berlin (KLA)          | 7:0                   | SC Borussia 1920 Friedrichsfelde (KLA) |
| So 02.08., 15:00 Uhr  | FC Grunewald (KLB)               | 4:3                   | SC Berliner Amateure (KLA)             |
| So 02.08., 15:00 Uhr  | 1. FC Neukölln (LL)              | 7:2                   | HSV Rot-Weiß Berlin (KLA)              |
| So 02.08., 15:00 Uhr  | BSC Reinickendorf 21 (KLA)       | 4:1                   | FSV Fortuna Pankow (KLA)               |
| So 02.08., 15:00 Uhr  | SG Schulzendorf (KLB)            | 4:0                   | Borussia Pankow (KLB)                  |
| So 02.08., 15:00 Uhr  | SV Stern Britz (KLA)             | 1:2                   | Schwarz-Weiß Spandau (VL)              |
| So 02.08., 15:00 Uhr  | SV IHB 90 Berlin (KLA)           | 3:3 n. V. (2:4 i. E.) | ASV Berlin (KLB)                       |
| So 02.08., 15:00 Uhr  | HSG Humboldt-Uni (KLA)           | 1:5                   | Spandauer SC Teutonia 99 (VL)          |
| So 02.08., 15:00 Uhr  | FC Concordia Wilhelmsruh (KLA)   | 4:1 n. V.             | TSV Chemie Lichtenberg (KLB)           |
| So 02.08., 15:00 Uhr  | BFC Viktoria 1889 (LL)           | 1:5                   | SC Siemensstadt (LL)                   |
| So 02.08., 15:00 Uhr  | Berliner AK 07 (KLA)             | 4:1                   | Eintracht Miersdorf/Zeuthen (KLA)      |
| So 02.08., 15:00 Uhr  | SG Burgund Friedrichshagen (KLA) | 3:1                   | Marzahner SV (KLB)                     |
| So 02.08., 15:00 Uhr  | VSG Alex 78 (KLB)                | 2:6                   | VfB Einheit zu Pankow (LL)             |
| So 02.08., 15:00 Uhr  | SpVgg Hellas-Nordwest 04 (KLA)   | 1:0                   | SG Eumako Weißensee (VL)               |
| So 02.08., 15:00 Uhr  | SV IHW Alex 78 (KLA)             | 5:0                   | Neuköllner SC Sperber (KLC)            |
| So 02.08., 15:00 Uhr  | 1. FC Wacker Lankwitz (VL)       | 3:2                   | SC Westend 1901 (LL)                   |
| So 02.08., 15:00 Uhr  | Tasmania Berlin (VL)             | 1:3                   | SC Union 06 Berlin (LL)                |
| So 02.08., 15:00 Uhr  | SV Empor Berlin (LL)             | 25:00                 | Marzahner Füchse (KLC)                 |
| So 02.08., 15:00 Uhr  | Lichtenberger SV Türkel (KLB)    | 1:5                   | SG NARVA Berlin (KLA)                  |
| So 02.08., 15:00 Uhr  | BFC Tur Abdin (KLC)              | 1:3                   | Blau-Weiß Mahlsdorf Süd (KLB)          |
| So 02.08., 15:00 Uhr  | Berliner SV 1892 (KLA)           | 16:00                 | Blau-Weiß Friedrichshain (KLC)         |
| So 02.08., 15:00 Uhr  | Berliner Sport-Club (KLA)        | 1:2 n. V.             | BFC Germania 1888 (LL)                 |
| So 02.08., 15:00 Uhr  | TSG Oberschöneweide (KLB)        | 6:4                   | Tunesischer SV Berlin (KLC)            |
| So 02.08., 15:00 Uhr  | FSV Hansa 07 Berlin (KLA)        | 1:6                   | Concordia Wittenau (LL)                |
| So 02.08., 15:00 Uhr  | Mariendorfer SV 06 (LL)          | 3:0 n. V.             | BFC Südring (KLA)                      |
| So 02.08., 15:00 Uhr  | Eisenbahner SV Berlin (KLA)      | 5:1                   | ESV Lok Schöneweide (KLB)              |
| So 02.08., 15:00 Uhr  | SV Adler Lichtenrade (KLA)       | 4:1                   | SV Sparta Lichtenberg (KLA)            |
| So 02.08., 15:00 Uhr  | Alemannia 06 Haselhorst (KLA)    | 2:1 n. V.             | SSC Südwest 1947 (KLB)                 |
| So 02.08., 15:00 Uhr  | FC Stern Marienfelde (LL)        | 4:1 n. V.             | FSV Spandauer Kickers (LL)             |
| So 02.08., 15:00 Uhr  | FC Phönix 56 / Ayyildiz (KLB)    | 1:0                   | SV Mühlenbeck (KLB)                    |
| So 02.08., 15:00 Uhr  | SV Berliner VG 49 (KLA)          | 6:2                   | VfB Friedrichshain (KLB)               |
| So 02.08., 15:00 Uhr  | SG Rot-Weiß Neuenhagen (KLC)     | 0:4                   | SV Frankonia Wernsdorf (KLB)           |
| So 02.08., 15:00 Uhr  | Frohnauer SC (VL)                | 10:20                 | Olympiakos Berlin (KLA)                |
| So 02.08., 15:00 Uhr  | SV Buchholz (KLB)                | 0:7                   | BSC Rehberge 1945 (LL)                 |
| So 02.08., 15:00 Uhr  | Berolina Stralau (KLA)           | 2:5                   | BSV Spindlersfeld (VL)                 |
| So 02.08., 15:00 Uhr  | SSV Oberspree (KLA)              | 4:1                   | SG Eichkamp (KLB)                      |
| So 02.08., 15:00 Uhr  | Blau-Weiß Berolina Mitte (KLB)   | 1:6                   | CSV Olympia 1897 (LL)                  |
| So 02.08., 15:00 Uhr  | BSC Comet (KLC)                  | 00:10                 | SV Quarzglas Staaken (KLC)             |
| So 02.08., 15:00 Uhr  | FK Makedonija Berlin (KLB)       | 4:0                   | BSV Hürtürk (KLB)                      |
| So 02.08., 15:00 Uhr  | Blau-Weiß Hohen Neuendorf (LL)   | 3:2                   | SV Eintracht Friedrichshagen (KLB)     |
| So 02.08., 15:00 Uhr  | SpVgg DJK Burgund 1922 (KLB)     | 0:1                   | VfB Berlin (KLA)                       |
| So 02.08., 15:00 Uhr  | DJK Roland-Borsigwalde (KLB)     | 3:2                   | BSC Göktürkspor (KLB)                  |
| So 02.08., 15:00 Uhr  | Club Italia (KLB)                | 6:1 n. V.             | Adlershofer BC (LL)                    |
| So 02.08., 15:00 Uhr  | KSF Umutspor (KLA)               | 0:1                   | FC Vatanspor / Akcayspor 1976 (KLB)    |
| Di 0.4.08., 18:00 Uhr | Reinickendorfer Füchse (OL)      | 3:0                   | TSV Rudow (LL)                         |
| Mi 0.5.08., 18:00 Uhr | Wacker 04 Berlin (VL)            | 5:4                   | FC Tiergarten 1958 (KLA)               |
| Mi 0.5.08., 18:00 Uhr | Neuköllner Sportfreunde (LL)     | 3:1                   | SV Norden-Nordwest (KLA)               |
| Mi 0.5.08., 18:00 Uhr | SG Prenzlauer Berg (KLA)         | 2:1 n. V.             | Sportfreunde Johannisthal (KLA)        |
| Mi 0.5.08., 18:00 Uhr | BSV AdW Berlin (KLB)             | 0:6                   | Hertha BSC Amateure (OL)               |
| Mi 0.5.08., 18:00 Uhr | SV Blau Weiss Berlin (KLC)       | 3:4                   | Spandauer BC 06 (OL)                   |
| Mi 0.5.08., 18:00 Uhr | 1. FC Wilmersdorf (VL)           | 1:1 n. V. (4:2 i. E.) | Hertha 03 Zehlendorf (OL)              |
| Mi 0.5.08., 18:00 Uhr | Anadoluspor Berlin (KLB)         | 1:9                   | Berlin Türkspor (OL)                   |
| Mi 0.5.08., 18:00 Uhr | Spandauer SV (OL)                | 4:1                   | SC Charlottenburg (OL)                 |
| Mi 0.5.08., 18:00 Uhr | DJK Schwarz-Weiß Neukölln (KLB)  | 0:7                   | 1. FC Lübars (OL)                      |
| Mi 0.5.08., 18:00 Uhr | TSV Helgoland 1897 (KLB)         | 0:6                   | Türkiyemspor Berlin (OL)               |
| Mi 0.5.08., 18:00 Uhr | ESV Lok Oberspree (KLB)          | 00:10                 | 1. FC Union Berlin (OL)                |
| Mi 0.5.08., 19:30 Uhr | Tennis Borussia Berlin (OL)      | 3:0                   | BFC Preussen (VL)                      |
| Do 06.08., 18:00 Uhr  | NSC Marathon 02 (OL)             | 0:1                   | SFC Stern 1900 (KLB)                   |
| Do 06.08., 18:30 Uhr  | VfB Lichterfelde (OL)            | 8:1                   | BSC Eintracht/Südring 1931 (KLB)       |
| Do 06.08., 19:00 Uhr  | BSV Grün-Weiss Neukölln (KLB)    | 3:1                   | NSC Südstern 08 (KLB)                  |
| Mi .12.08., 18:00 Uhr | PFV Bergmann-Borsig (OL)         | 2:3                   | FC Berlin (OL)                         |
| 0                     | SG Blankenburg (KLC)             | :                     | SV Berlin-Chemie Adlershof (KLA)       |

Durch ein Freilos zog der BSC Agrispor direkt in die 2. Hauptrunde ein.

### 2. Hauptrunde
An der 2. Hauptrunde nahmen die 104 Sieger der 1. Hauptrunde teil, wobei 24 Mannschaften ein Freilos hatten.
| Datum                 |                                  | Ergebnis              |                                     |
| --------------------- | -------------------------------- | --------------------- | ----------------------------------- |
| Mi .12.08., 18:00 Uhr | SpVgg Hellas-Nordwest 04 (KLA)   | 00:11                 | Reinickendorfer Füchse (OL)         |
| Mi .12.08., 18:00 Uhr | SFC Stern 1900 (KLB)             | 3:0                   | SV IHW Alex 78 (KLA)                |
| Mi .12.08., 18:00 Uhr | Türkiyemspor Berlin (OL)         | 8:0                   | FC Grunewald (KLB)                  |
| Mi .12.08., 18:00 Uhr | BSC Agrispor (KLB)               | 0:2                   | VfB Lichterfelde (OL)               |
| Mi .12.08., 19:30 Uhr | Rapide Wedding (VL)              | 1:2                   | Spandauer SV (OL)                   |
| So 16.08., 15:00 Uhr  | Mariendorfer SV 06 (LL)          | 4:3 n. V.             | Lichtenrader BC 25 (LL)             |
| So 16.08., 15:00 Uhr  | Alemannia 06 Haselhorst (KLA)    | 1:6                   | BFC Meteor 06 (KLB)                 |
| So 16.08., 15:00 Uhr  | CFC Hertha 06 (LL)               | 4:1                   | FK Makedonija Berlin (KLB)          |
| So 16.08., 15:00 Uhr  | Fortuna Biesdorf (LL)            | 3:4                   | SC Staaken (VL)                     |
| So 16.08., 15:00 Uhr  | SG Burgund Friedrichshagen (KLA) | 4:2 n. V.             | Blau-Weiß Mahlsdorf Süd (KLB)       |
| So 16.08., 15:00 Uhr  | SV Nord-Nordstern (LL)           | 4:0                   | SC Lankwitz (KLB)                   |
| So 16.08., 15:00 Uhr  | 1. FC Wacker Lankwitz (VL)       | 4:2 n. V.             | FC Brandenburg 03 (LL)              |
| So 16.08., 15:00 Uhr  | FC Phönix 56 / Ayyildiz (KLB)    | 1:2                   | FC Stern Marienfelde (LL)           |
| So 16.08., 15:00 Uhr  | Wartenberger SV (KLA)            | 4:1                   | Wacker 04 Berlin (VL)               |
| So 16.08., 15:00 Uhr  | BSC Kickers 1900 (KLA)           | 2:1 n. V.             | SV Empor Berlin (LL)                |
| So 16.08., 15:00 Uhr  | FCK Frohnau (KLC)                | 1:4                   | FC Vatanspor / Akcayspor 1976 (KLB) |
| So 16.08., 15:00 Uhr  | Berliner AK 07 (KLA)             | 2:0                   | Post SV Berlin 1974 (KLA)           |
| So 16.08., 15:00 Uhr  | FC Concordia Wilhelmsruh (KLA)   | 2:6                   | FV Wannsee (VL)                     |
| So 16.08., 15:00 Uhr  | Minerva 93 Berlin (KLA)          | 1:2                   | BFC Germania 1888 (LL)              |
| So 16.08., 15:00 Uhr  | SG NARVA Berlin (KLA)            | 9:0                   | SSV Oberspree (KLA)                 |
| So 16.08., 15:00 Uhr  | Frohnauer SC (VL)                | 2:0                   | RFC Liberta (KLA)                   |
| So 16.08., 15:00 Uhr  | Berliner SV 1892 (KLA)           | 3:0                   | FC Jugoslawia (KLA)                 |
| Sa 16.08., 15:00 Uhr  | NSC Cimbria 1900 (KLA)           | 13:00                 | SG Blankenburg (KLC)                |
| So 16.08., 15:00 Uhr  | CSV Olympia 1897 (LL)            | 3:0                   | Steglitz GB (KLB)                   |
| So 16.08., 15:00 Uhr  | SV Bau-Union Berlin (KLB)        | 1:2                   | VfB Einheit zu Pankow (LL)          |
| So 16.08., 15:00 Uhr  | SSV Köpenick (KLA)               | 1:2                   | SC Siemensstadt (LL)                |
| So 16.08., 15:00 Uhr  | ASV Berlin (KLB)                 | 0:5                   | Köpenicker SC (VL)                  |
| So 16.08., 15:00 Uhr  | BSC Rehberge 1945 (LL)           | 3:0                   | SC Heiligensee (LL)                 |
| So 16.08., 15:00 Uhr  | DJK Westen 23 (KLC)              | 1:3                   | Blau-Weiß Hohen Neuendorf (LL)      |
| So 16.08., 15:00 Uhr  | VfB Neukölln (KLA)               | 6:0                   | VfB Berlin (KLA)                    |
| So 16.08., 15:00 Uhr  | BSV Grün-Weiss Neukölln (KLB)    | 3:4                   | SV Adler Lichtenrade (KLA)          |
| So 16.08., 15:00 Uhr  | SG Schulzendorf (KLB)            | 0:3                   | Eisenbahner SV Berlin (KLA)         |
| So 16.08., 15:00 Uhr  | VfB Britz (KLA)                  | 8:1                   | TSG Oberschöneweide (KLB)           |
| So 16.08., 15:00 Uhr  | SV Dresdenia 1924 (KLB)          | 1:2                   | SV Turbine Berlin (KLB)             |
| So 16.08., 15:00 Uhr  | Grünauer BC (LL)                 | 8:2                   | SV Quarzglas Staaken (KLC)          |
| So 16.08., 15:00 Uhr  | Friedenauer TSC (KLA)            | 2:0                   | SC Union 06 Berlin (LL)             |
| Mi .19.08., 18:00 Uhr | Club Italia (KLB)                | 1:9                   | Berlin Türkspor (OL)                |
| Mi .26.08., 18:00 Uhr | Spandauer BC 06 (OL)             | 3:2                   | SC Gatow (VL)                       |
| Mi .26.08., 19:00 Uhr | FC Berlin (OL)                   | 6:0                   | SC Tegel (LL)                       |
| Do 27.08., 18:00 Uhr  | VfB Hermsdorf (KLB)              | 2:2 n. V. (6:5 i. E.) | 1. FC Neukölln (LL)                 |

Durch ein Freilos zogen SD Croatia Berlin, FV Blau-Weiß Spandau, 1. FC Wilmersdorf, SV Corso 1899 / Vineta, Weddinger FC, Tennis Borussia Berlin, 1. FC Union Berlin, Neuköllner Sportfreunde, Spandauer SC Teutonia 99, Concordia Wittenau, BSC Reinickendorf 21, Schwarz-Weiß Spandau, DJK Roland-Borsigwalde, Eintracht Mahlsdorf, Hertha BSC Amateure, 1. FC Lübars, SV Yeşilyurt Berlin, SG Prenzlauer Berg, SV Berliner VG 49, Blau-Weiß Hohenschönhausen, BSV Spindlersfeld, Traber FC Mariendorf, SV Frankonia Wernsdorf und die TSV Eiche Köpenick direkt in die 3. Hauptrunde ein.

### 3. Hauptrunde
An der 3. Hauptrunde nahmen die 64 Sieger der 2. Hauptrunde teil.
Die Auslosung wurde am 17. August 1992 vorgenommen.
| Datum                 |                                  | Ergebnis              |                                     |
| --------------------- | -------------------------------- | --------------------- | ----------------------------------- |
| Di 0.1.09., 17:30 Uhr | VfB Neukölln (KLA)               | 1:2 n. V.             | FV Wannsee (VL)                     |
| Di 0.1.09., 19:00 Uhr | CFC Hertha 06 (LL)               | 0:2 n. V.             | Reinickendorfer Füchse (OL)         |
| Mi 0.2.09., 17:30 Uhr | Eintracht Mahlsdorf (KLA)        | 0:4                   | NSC Cimbria 1900 (KLA)              |
| Mi 0.2.09., 17:30 Uhr | Türkiyemspor Berlin (OL)         | 10:00                 | Eisenbahner SV Berlin (KLA)         |
| Mi 0.2.09., 17:30 Uhr | VfB Hermsdorf (KLB)              | 03:10                 | SV Nord-Nordstern (LL)              |
| Mi 0.2.09., 17:30 Uhr | Spandauer SC Teutonia 99 (VL)    | 1:3                   | Hertha BSC Amateure (OL)            |
| Mi 0.2.09., 17:30 Uhr | FV Blau-Weiß Spandau (KLA)       | 2:1                   | Concordia Wittenau (LL)             |
| Mi 0.2.09., 17:30 Uhr | SV Berliner VG 49 (KLA)          | 1:6                   | VfB Lichterfelde (OL)               |
| Mi 0.2.09., 17:30 Uhr | DJK Roland-Borsigwalde (KLB)     | 4:2                   | Blau-Weiß Hohenschönhausen (KLB)    |
| Mi 0.2.09., 17:30 Uhr | SV Corso 1899 / Vineta (KLA)     | 2:2 n. V. (4:3 i. E.) | BSC Kickers 1900 (KLA)              |
| Mi 0.2.09., 17:30 Uhr | SV Adler Lichtenrade (KLA)       | 2:3                   | Weddinger FC (LL)                   |
| Mi 0.2.09., 17:30 Uhr | SC Siemensstadt (LL)             | 2:3                   | TSV Eiche Köpenick (LL)             |
| Mi 0.2.09., 17:30 Uhr | 1. FC Lübars (OL)                | 0:1                   | 1. FC Wilmersdorf (VL)              |
| Mi 0.2.09., 17:30 Uhr | 1. FC Union Berlin (OL)          | 11:20                 | FC Vatanspor / Akcayspor 1976 (KLB) |
| Mi 0.2.09., 17:30 Uhr | BSC Reinickendorf 21 (KLA)       | 0:1                   | BSV Spindlersfeld (VL)              |
| Mi 0.2.09., 17:30 Uhr | VfB Einheit zu Pankow (LL)       | 1:2                   | Mariendorfer SV 06 (LL)             |
| Mi 0.2.09., 17:30 Uhr | Spandauer SV (OL)                | 2:1                   | Schwarz-Weiß Spandau (VL)           |
| Mi 0.2.09., 17:30 Uhr | Grünauer BC (LL)                 | 4:3                   | SV Turbine Berlin (KLB)             |
| Mi 0.2.09., 17:30 Uhr | SD Croatia Berlin (KLA)          | 5:2                   | Friedenauer TSC (KLA)               |
| Mi 0.2.09., 17:30 Uhr | Köpenicker SC (VL)               | 0:3 n. V.             | FC Berlin (OL)                      |
| Mi 0.2.09., 17:30 Uhr | Traber FC Mariendorf (LL)        | 1:0                   | BFC Meteor 06 (KLB)                 |
| Mi 0.2.09., 17:30 Uhr | SC Staaken (VL)                  | 2:0                   | Wartenberger SV (KLA)               |
| Mi 0.2.09., 17:30 Uhr | VfB Britz (KLA)                  | 0:1                   | FC Stern Marienfelde (LL)           |
| Mi 0.2.09., 17:30 Uhr | SG NARVA Berlin (KLA)            | 13:10                 | SG Prenzlauer Berg (KLA)            |
| Mi 0.2.09., 17:30 Uhr | SV Frankonia Wernsdorf (KLB)     | 0:3                   | CSV Olympia 1897 (LL)               |
| Mi 0.2.09., 17:30 Uhr | Blau-Weiß Hohen Neuendorf (LL)   | 0:1 n. V.             | Berliner AK 07 (KLA)                |
| Mi 0.2.09., 17:30 Uhr | SG Burgund Friedrichshagen (KLA) | 0:2                   | Frohnauer SC (VL)                   |
| Mi 0.2.09., 18:00 Uhr | BSC Rehberge 1945 (LL)           | 0:6                   | Tennis Borussia Berlin (OL)         |
| Mi 0.2.09., 19:30 Uhr | 1. FC Wacker Lankwitz (VL)       | 1:3                   | Spandauer BC 06 (OL)                |
| Do 03.09., 17:30 Uhr  | Neuköllner Sportfreunde (LL)     | 4:2                   | SFC Stern 1900 (KLB)                |
| Do 03.09., 18:00 Uhr  | BFC Germania 1888 (LL)           | 3:3 n. V. (5:6 i. E.) | SV Yeşilyurt Berlin (KLA)           |
| Mi 0.9.09., 18:30 Uhr | Berliner SV 1892 (KLA)           | 0:7                   | Berlin Türkspor (OL)                |

### 4. Hauptrunde
An der 4. Hauptrunde nahmen die 32 Sieger der 3. Hauptrunde teil.
Die Auslosung wurde am 7. September 1992 vorgenommen.
| Datum                 |                              | Ergebnis                 |                            |
| --------------------- | ---------------------------- | ------------------------ | -------------------------- |
| Do 12.11., 18:00 Uhr  | Hertha BSC Amateure (OL)     | 2:2 n. V. (3:5 i. E.)    | 1. FC Union Berlin (OL)    |
| Mi .18.11., 11:00 Uhr | Reinickendorfer Füchse (OL)  | 4:1                      | NSC Cimbria 1900 (KLA)     |
| Mi .18.11., 11:00 Uhr | SV Corso 1899 / Vineta (KLA) | 1:2                      | VfB Lichterfelde (OL)      |
| Mi .18.11., 11:00 Uhr | Tennis Borussia Berlin (OL)  | 8:1                      | SV Yeşilyurt Berlin (KLA)  |
| Mi .18.11., 11:00 Uhr | BSV Spindlersfeld (VL)       | 2:3                      | Frohnauer SC (VL)          |
| Mi .18.11., 11:00 Uhr | FV Wannsee (VL)              | 0:4                      | Türkiyemspor Berlin (OL)   |
| Mi .18.11., 11:00 Uhr | TSV Eiche Köpenick (LL)      | 2:4                      | FC Berlin (OL)             |
| Mi .18.11., 11:00 Uhr | CSV Olympia 1897 (LL)        | 3:1                      | Berliner AK 07 (KLA)       |
| Mi .18.11., 11:00 Uhr | DJK Roland-Borsigwalde (KLB) | 2:8                      | Mariendorfer SV 06 (LL)    |
| Mi .18.11., 11:00 Uhr | SV Nord-Nordstern (LL)       | 1:6                      | Spandauer SV (OL)          |
| Mi .18.11., 11:00 Uhr | Weddinger FC (LL)            | 7:5                      | Grünauer BC (LL)           |
| Mi .18.11., 11:00 Uhr | SD Croatia Berlin (KLA)      | 1:0                      | SG NARVA Berlin (KLA)      |
| Mi .18.11., 11:00 Uhr | Berlin Türkspor (OL)         | 12:00                    | FV Blau-Weiß Spandau (KLA) |
| Do 03.12., 19:00 Uhr  | SC Staaken (VL)              | 05:2 4                   | FC Stern Marienfelde (LL)  |
| Di 0.8.12., 19:30 Uhr | Neuköllner Sportfreunde (LL) | 02:2 n. V. 4 (3:4 i. E.) | Traber FC Mariendorf (LL)  |
| Mi 0.9.12., 18:00 Uhr | Spandauer BC 06 (OL)         | 01:2 5                   | 1. FC Wilmersdorf (VL)     |

### Achtelfinale
Am Achtelfinale nahmen die 16 Sieger der 3. Hauptrunde teil.
Die Auslosung wurde am 23. November 1992 vorgenommen.
| Datum                |                             | Ergebnis              |                             |
| -------------------- | --------------------------- | --------------------- | --------------------------- |
| Sa 12.12., 13:30 Uhr | 1. FC Union Berlin (OL)     | 8:0                   | SC Staaken (VL)             |
| Sa 12.12., 15:30 Uhr | Tennis Borussia Berlin (OL) | 2:1 n. V.             | Reinickendorfer Füchse (OL) |
| So 13.12., 13:45 Uhr | Frohnauer SC (VL)           | 1:2                   | SD Croatia Berlin (KLA)     |
| So 13.12., 13:45 Uhr | CSV Olympia 1897 (LL)       | 0:2                   | Berlin Türkspor (OL)        |
| So 13.12., 13:45 Uhr | Weddinger FC (LL)           | 0:3                   | Türkiyemspor Berlin (OL)    |
| So 13.12., 13:45 Uhr | Traber FC Mariendorf (LL)   | 1:1 n. V. (3:5 i. E.) | VfB Lichterfelde (OL)       |
| So 13.12., 13:45 Uhr | 1. FC Wilmersdorf (VL)      | 3:0                   | FC Berlin (OL)              |
| So 20.12., 13:45 Uhr | Mariendorfer SV 06 (LL)     | 5:0                   | Spandauer SV (OL)           |

### Viertelfinale
Am Viertelfinale nahmen die acht Sieger aus dem Achtelfinale teil.
Die Auslosung wurde am 14. Dezember 1992 vorgenommen.
| Datum                 |                          | Ergebnis              |                             |
| --------------------- | ------------------------ | --------------------- | --------------------------- |
| So 24.01., 13:00 Uhr  | Berlin Türkspor (OL)     | 0:4                   | Tennis Borussia Berlin (OL) |
| So 24.01., 13:45 Uhr  | SD Croatia Berlin (KLA)  | 0:4                   | VfB Lichterfelde (OL)       |
| So 24.01., 13:45 Uhr  | 1. FC Wilmersdorf (VL)   | 0:0 n. V. (2:4 i. E.) | Mariendorfer SV 06 (LL)     |
| Mi 0.3.02., 19:30 Uhr | Türkiyemspor Berlin (OL) | 1:0                   | 1. FC Union Berlin (OL)     |

### Halbfinale
Am Halbfinale nahmen die vier Sieger aus dem Viertelfinale teil.
Die Auslosung wurde am 25. Januar 1993 vorgenommen.
| Datum                 |                         | Ergebnis |                             |
| --------------------- | ----------------------- | -------- | --------------------------- |
| Fr 0.9.04., 11:00 Uhr | VfB Lichterfelde (OL)   | 0:2      | Tennis Borussia Berlin (OL) |
| Fr 0.9.04., 14:00 Uhr | Mariendorfer SV 06 (LL) | 0:1      | Türkiyemspor Berlin (OL)    |

### Finale
| Tennis Borussia Berlin                                          | Tennis Borussia Berlin | Türkiyemspor Berlin | Türkiyemspor Berlin |
| --------------------------------------------------------------- | --- | --- | ------------------- |
| Tennis Borussia Berlin                                          | \| Donnerstag, 6. Mai 1993 um 19:00 Uhr in Berlin (Mommsenstadion) \| \| Ergebnis: 2:0 n. V. \| \| Zuschauer: 2.898 \| \| Schiedsrichter: Michael Schulz \|                                                                            | \| Donnerstag, 6. Mai 1993 um 19:00 Uhr in Berlin (Mommsenstadion) \| \| Ergebnis: 2:0 n. V. \| \| Zuschauer: 2.898 \| \| Schiedsrichter: Michael Schulz \|                                                                               | Türkiyemspor Berlin |
| Tennis Borussia Berlin                                          | Bodo Rudwaleit – Klaus Theiss – Jörn Lenz, Michael Schröder – Arne Sandstø, Dirk Muschiol, Jan Wehrmann, Gyula Hajszán (46. René Unglaube), Egon Flad – Brent Goulet (96. Michail Rusjajew), Olaf Hirsch Cheftrainer: Willibert Kremer | Norbert Henkel – Taşkın Aksoy – Olaf Kapagiannidis, Bego Catic – Jörg Blüthmann, Ahmed Gosto, Ayhan Akca, Dirk Kunert, Vedat Beyazit – Thomas Herbst (86. Yuri Sekinayev), Levent Kahraman (106. Junuz Coralic) Cheftrainer: Peyami Yayla | Türkiyemspor Berlin |
| Tennis Borussia Berlin                                          | 1:0 Jörn Lenz (100.) 2:0 Michail Rusjajew (119.) | | Türkiyemspor Berlin |
| Tennis Borussia Berlin                                          | Michael Schröder, Gyula Hajszán, Olaf Hirsch, Dirk Muschiol, Michail Rusjajew, René Unglaube | Jörg Blüthmann, Vedat Beyazit | Türkiyemspor Berlin |
| Tennis Borussia Berlin                                          | Zeitstrafe (10min): Egon Flad (41.) | Zeitstrafe (10min): Jörg Blüthmann (87.) | Türkiyemspor Berlin |
| Donnerstag, 6. Mai 1993 um 19:00 Uhr in Berlin (Mommsenstadion) | | |                     |
| Ergebnis: 2:0 n. V.                                             | | |                     |
| Zuschauer: 2.898                                                | | |                     |
| Schiedsrichter: Michael Schulz                                  | | |                     |

## Der Landespokalsieger im DFB-Pokal 1993/94
| Datum                       |                                  | Ergebnis              |                             | Runde         |
| --------------------------- | -------------------------------- | --------------------- | --------------------------- | ------------- |
| 0                           |                                  | Freilos               |                             | 1. Hauptrunde |
| Di., .24.08.1993, 17:45 Uhr | ASV Neumarkt (V)                 | 0:4 (0:1)             | Tennis Borussia Berlin (II) | 2. Hauptrunde |
| Fr., .10.09.1993, 20:00 Uhr | Eintracht Braunschweig (III)     | 0:1 (0:0)             | Tennis Borussia Berlin (II) | 3. Hauptrunde |
| Mi., .27.10.1993, 20:00 Uhr | FC Bayern München Amateure (III) | 3:3 n. V. (3:4 i. E.) | Tennis Borussia Berlin (II) | Achtelfinale  |
| Mi., 0.1.12.1993, 19:30 Uhr | SC Freiburg (I)                  | 0:1 (0:1)             | Tennis Borussia Berlin (II) | Viertelfinale |
| Di., 0.8.03.1994, 20:15 Uhr | Rot-Weiss Essen (II)             | 2:0 (1:0)             | Tennis Borussia Berlin (II) | Halbfinale    |